# Typhloligidium coecum
Typhloligidium coecum là một loài chân đều trong họ Ligiidae. Loài này được Carl miêu tả khoa học năm 1904.